# Paulinenschlösschen (Bad Soden)

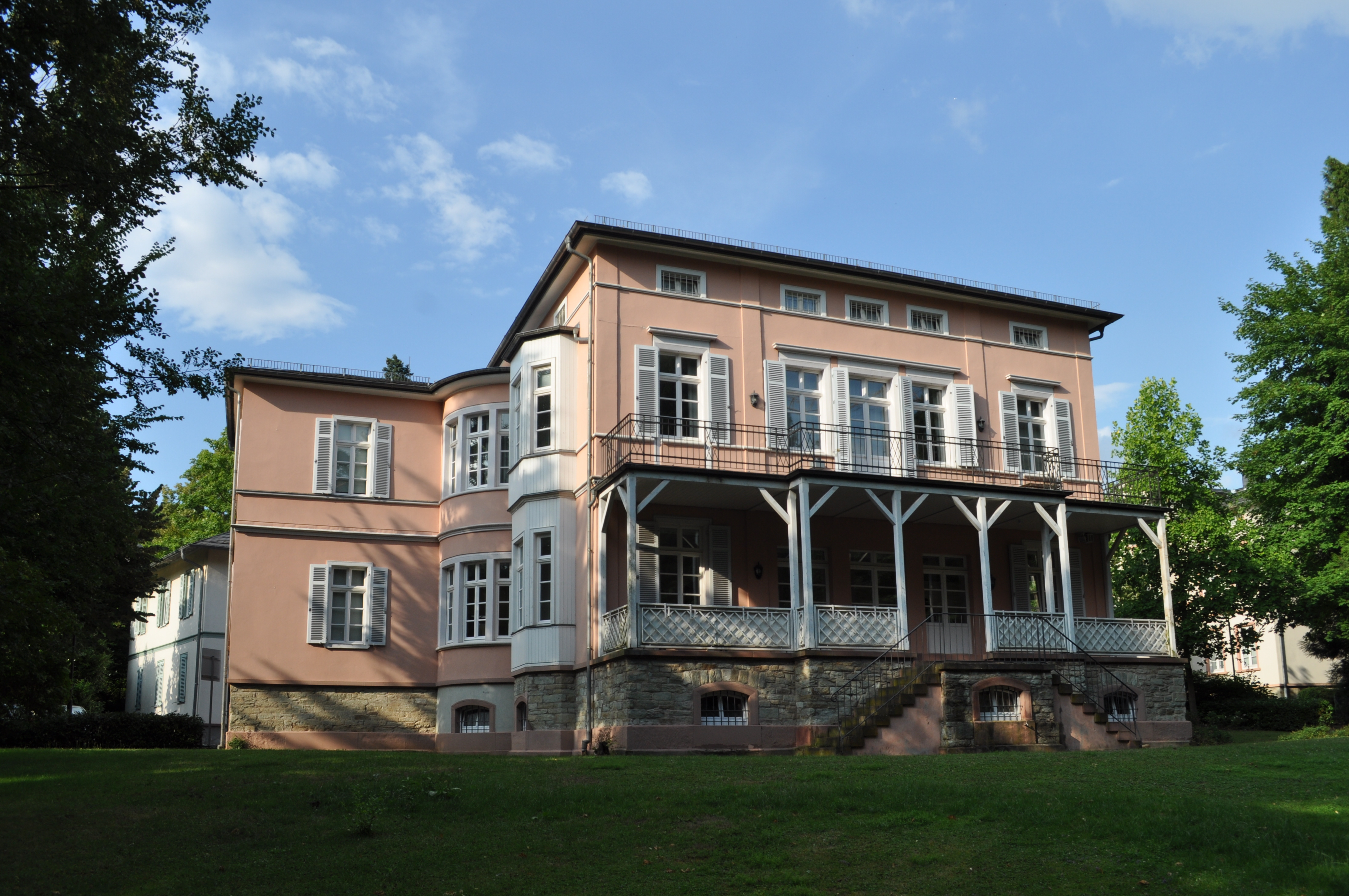
Paulinenschlösschen, vom Kurpark aus gesehen

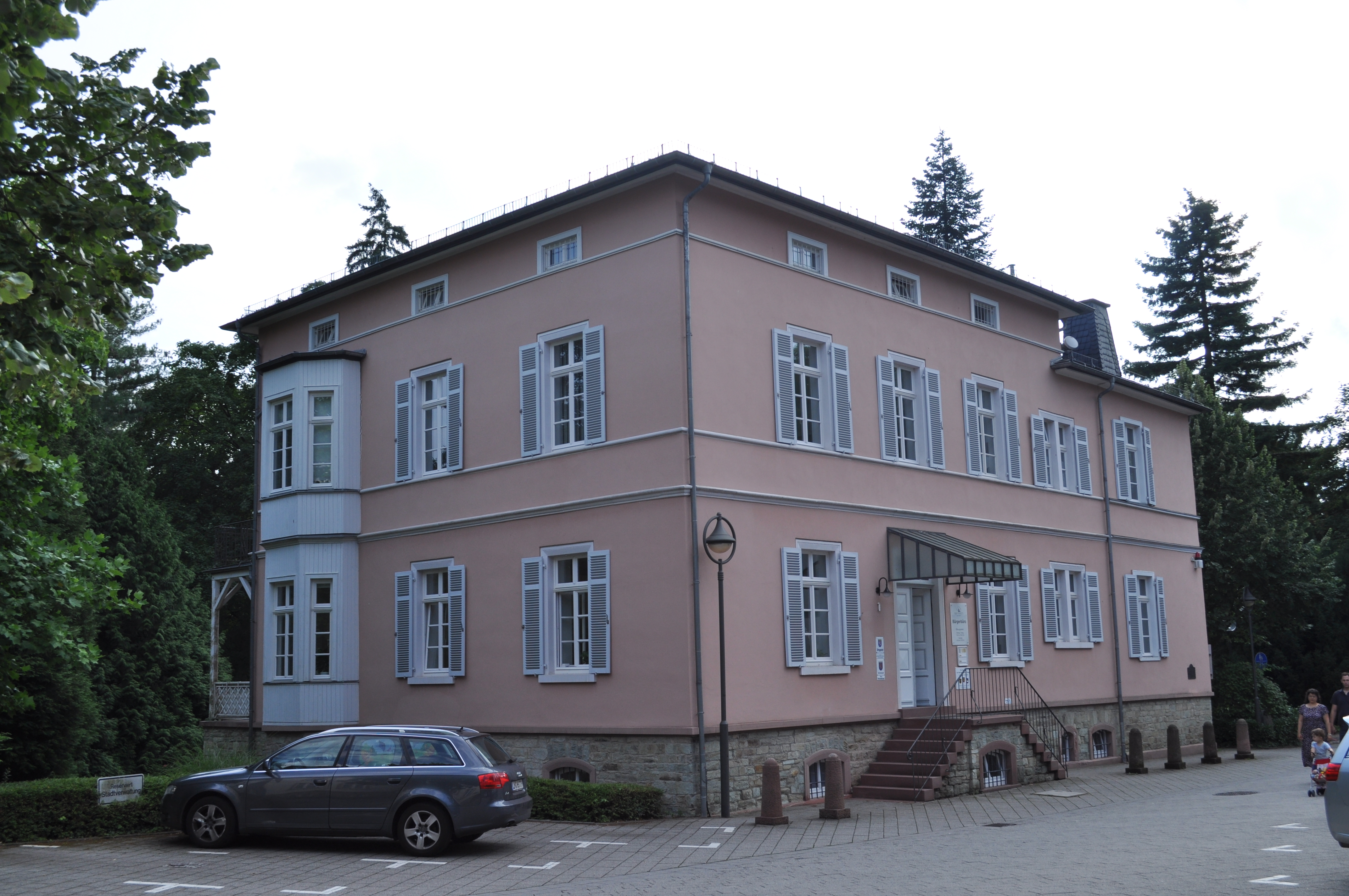
Paulinenschlösschen, vom Parkplatz aus gesehen

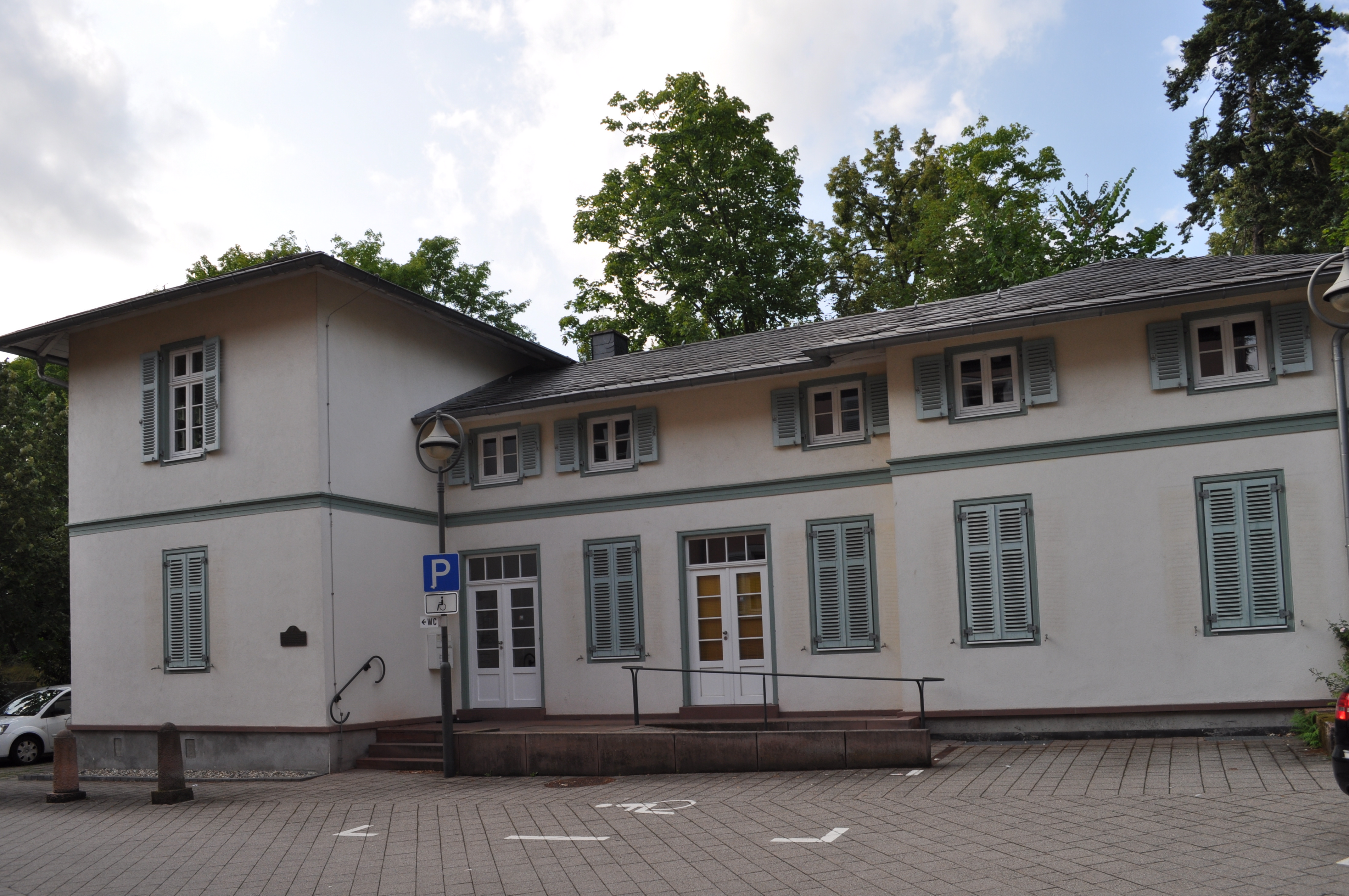
Remise

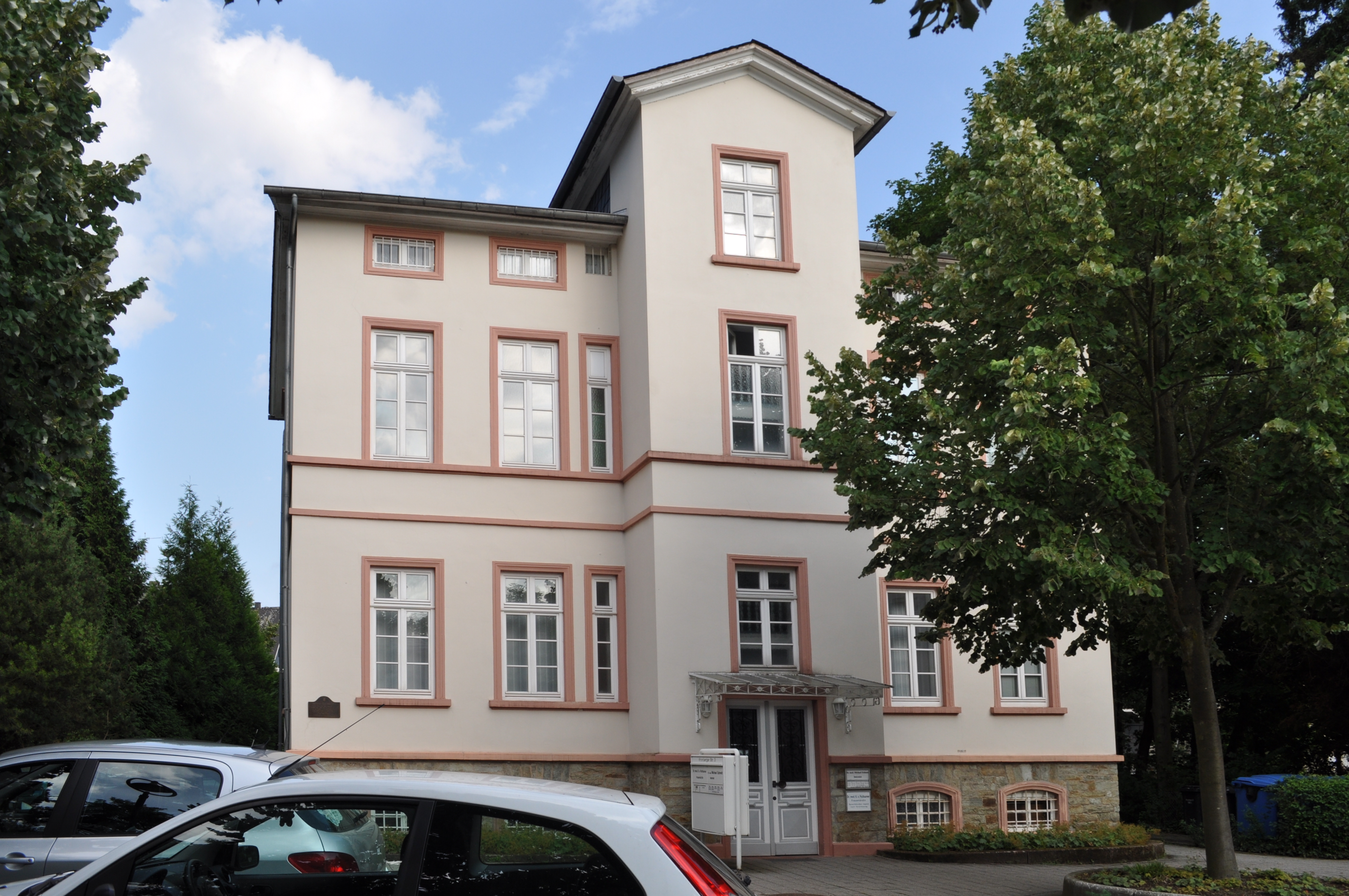
Krug’sche Villa

Das Paulinenschlösschen ist ein denkmalgeschütztes Gebäude in Bad Soden am Taunus am Rande des Alten Kurparks und heute Sitz des Bürgerbüros der Stadt.

## Bau
Herzogin Pauline von Nassau wohnte im April 1841 nach dem Tod ihres Mannes während einer Kur im Haus Reiss. Sie fand Gefallen an dem Kurort und entschied sich, hier einen Sommersitz errichten zu lassen. Das Paulinenschlösschen wurde 1847 für sie erbaut.
Neben dem dreistöckigen Haupthaus wurde gegenüber noch eine Remise errichtet.
Kurz vor dem Tod Paulines, verkaufte sie am 24. September 1855 das Anwesen an den Balneologen Georg Thilenius. Dieser betrieb im Paulinenschlösschen eine Pension, die in den 70er und 80er Jahren des 19. Jahrhunderts eine Reihe Fürsten, Minister, Offiziere, Prinzen und Prinzessinnen beherbergte. Bekannteste Bewohnerin war Fürstin Bismarck und ihre Tochter, die während ihrer Kur 1872 hier wohnten. Weitere prominente Besucher waren König Wilhelm von Württemberg und Helmuth von Moltke.

## Verkauf an die Stadt
Im Jahre 1909 erwarb die Stadt Bad Soden das Anwesen. Es wurde 1909 bis 1949 als Rathaus, nach dem Zweiten Weltkrieg als Café und Restaurant und später als Standesamt genutzt. Heute ist es unter anderem Sitz des Bürgerbüros der Stadt.
Die gegenüberliegende Remise des Paulinenschlösschens beherbergt heute die ökumenische Diakoniestation. Hier befand sich bis in die 1970er Jahre die Polizei- und DRK-Station.
Der Komplex wird ergänzt um die Krug’sche Villa oder Parkvilla. Dieses Gebäude wurde 1845 für Frau von Krug aus Darmstadt als Sommersitz gebaut und wurde 1861 ebenfalls von Dr. Thilenius erworben und 1909 an die Stadt veräußert. Heute befinden sich Arztpraxen in diesem Haus.